# جاريد جيفريز
جاريد جيفريز (بالإنجليزية: Jared Jeffries)‏ مواليد 25 نوفمبر 1981 في بلومنغتون، هو لاعب كرة سلة أمريكي سابق بدأ مسيرته الاحترافية في سنة 2002. يبلغ طوله 6 قدم 11 بوصة (2.1 م). اعتزل اللعب في 2013.

## فرق لعب لها
- واشنطن ويزاردز
- نيويورك نيكس
- هيوستن روكتس
- بورتلاند ترايل بلايزرز

## روابط خارجية
- جاريد جيفريز على موقع إن بي أي (الإنجليزية)
- جاريد جيفريز على موقع سبورتس رفرنس (الإنجليزية)
- جاريد جيفريز على موقع كرة السلة الأوروبية.كوم (الإنجليزية)
- جاريد جيفريز على موقع كلية كرة السلة في سبورتس رفرنس.كوم (الإنجليزية)
- جاريد جيفريز على موقع ريلجم (الإنجليزية)
- جاريد جيفريز على موقع بروبوليرز (الإنجليزية)